# Горноалтайска автономна област
Вижте пояснителната страница за други значения на Алтай.
Горноалтайската автономна област (на руски: Горно-Алтайская автономная область) е образувана като Ойротска автономна област (Ойротская Автономная область) през 1922 година и е преименувана на Горноалтайска АО през 1948 г.
Нейният статут е повишен на автономна съветска социалистическа република през 1991 г., малко преди разпада на Съветския съюз. Нейна наследница е днешната Република Алтай.
Малката планета 2232 Алтай, открита през 1969 г. от съветската астрономка Б. А. Бурнашева, е наречена на Алтай.